# Andrea Barlesi
Andrea Barlesi est un pilote automobile italo-belge, devenu pilote d'aviation, né le 15 juin 1991 à Paris (France).

## Biographie

### 2005-2008: débuts en karting
Andrea Barlesi débute en karting à l'âge de 14 ans. Il rejoint ensuite les rangs de l'écurie Euro Karting, dirigée par Thierry Lépine.

### 2009: débuts en sport automobile
Il accède à la Clio Cup France au sein de l'écurie Speed Car de Pascal Destembert. Il termine 3e de la catégorie Junior.

### 2010: débuts en endurance
Durant l'hiver 2009-2010, il effectue quelques essais avec l'équipe DAMS à bord d'un prototype de Formule Le Mans. L'écurie française lui propose alors de participer au Championnat d'intersaison : les Sportscar Winter Series organisé par Oreca avec des courses toutes disputées sur le Circuit Paul Ricard en catégorie Formule Le Mans. Barlesi obtient alors quatre podiums en six courses.
DAMS lui propose, alors âgé de 18 ans, de participer à la saison 2010 du championnat d'Europe d'endurance: les Le Mans Series en catégorie Formule Le Mans. Il remporte le championnat dans sa catégorie avec une victoire au Hungaroring et permet à son équipe d'obtenir la couronne pour la 2e année consécutive (2009 et 2010), ce qui en fait le plus jeune vainqueur d'un championnat Le Mans Series.
Cette même année, il passe son Baccalauréat avec succès. Il intègre en septembre 2010 le Pôle universitaire Léonard-de-Vinci, où il entreprend des études de management, à l'École de Management Leonard de Vinci, au sein de la section « sportifs de haut niveau », ce qui lui permet de bénéficier d'horaires aménagés.

### 2011: confirmation en endurance
L'écurie OAK Racing l'intègre dans ses rangs pour disputer la saison 2011 (excepté les 3 dernières courses) de l'Intercontinental Le Mans Cup en catégorie LMP2.
Il obtient un podium en catégorie dès la première épreuve, à l'occasion des 12 Heures de Sebring disputée en Floride, en compagnie de ses équipiers Patrice Lafargue et Frédéric Da Rocha. Cette course compte également pour le championnat American Le Mans Series.
Quelques semaines après la course belge des 6 Heures de Spa-Francorchamps (ou Barlesi termine 6e en LMP2 et 32e au classement général, avec plus de 20 minutes passées dans les stands à la suite d'une avarie de suspension), il fait ses débuts en Blancpain Endurance Series pour disputer la seconde épreuve du championnat sur le Circuit de Navarre (Espagne) pour le compte de l'écurie Gulf Racing sur une Lamborghini Gallardo en catégorie Pro-Am Cup, ou son rôle est d'épauler Jean-Pierre Valentini et Frédéric Fatien, qui débutent en sport automobile. L'équipage débutant composé d'Andrea Barlesi associé à Jean-Pierre Valentini et Fabien Giroix termine 14e alors qu'Andrea Barlesi avait bouclé son relais en 2e position.
Il participe en juin aux 24 Heures du Mans, 3e épreuve de l'ILMC et termine 7e dans sa catégorie, malgré 1 heure 30 passée dans les stands à la suite de soucis techniques et mécaniques sur la voiture n°35. Il devient le plus jeune pilote de l'histoire à terminer les 24 Heures du Mans. Il enchaîne début juillet avec les 6 Heures d'Imola, où lui et son équipage terminent 9e en LMP2 et 30e au classement général alors que Barlesi avait terminé son relais en 5e position, mais une surchauffe moteur et un démarreur cassé les empêchent de réaliser un bon résultat.
Il participe fin juillet aux 24 Heures de Spa, troisième épreuve des Blancpain Endurance Series, mais est contraint à l'abandon sur un bris d'embrayage. Le 18 août, il participe à l'épreuve de Magny-Cours de la série. Sa voiture, la no 45, est contrainte à l'abandon.
Barlesi ne participe pas au trois dernières manches de l'ILMC, disputées à Silverstone, Road Atlanta et Zhuhai. Son écurie finit néanmoins deuxième de l'Intercontinental Le Mans Cup en LMP2 (il n'y a pas de classement individuel pour les pilotes).
Le 18 août, il se rend à Silverstone pour disputer la dernière manche de la série Blancpaini. Il termine 17e, uniquement accompagné de Frédéric Fatien.

### 2012: voitures de tourisme puis GT
Le 6 mars 2012, Andrea Barlesi est confirmé en WTCC dans l'équipe Sunred Engineering. Son contrat étant négocié course par course (à la suite de difficultés de budget), il finira par ne participer qu'au trois premières manches (6 courses) de la saison. Son meilleur résultat en WTCC est une 13e place dans la première course de Marrakech. le premier meeting de la saison étant marqué par un accrochage avec Mehdi Bennani.
Après une pause, Andrea Barlesi revient à la compétition en juillet pour participer à une manche des Blancpain Endurance Series sur le Circuit Paul-Ricard à bord d'une Ferrari 458 de l'équipe Vita4one Team Italy en catégorie GT3 Pro-Am Cup. Lors de son relais, il sort des stands à la 38e position et est 11e au moment de passer le volant à son coéquipier. Barlesi est alors parvenu à remonter 27 places en un peu plus d'une heure.

### 2013: saison en Carrera Cup France

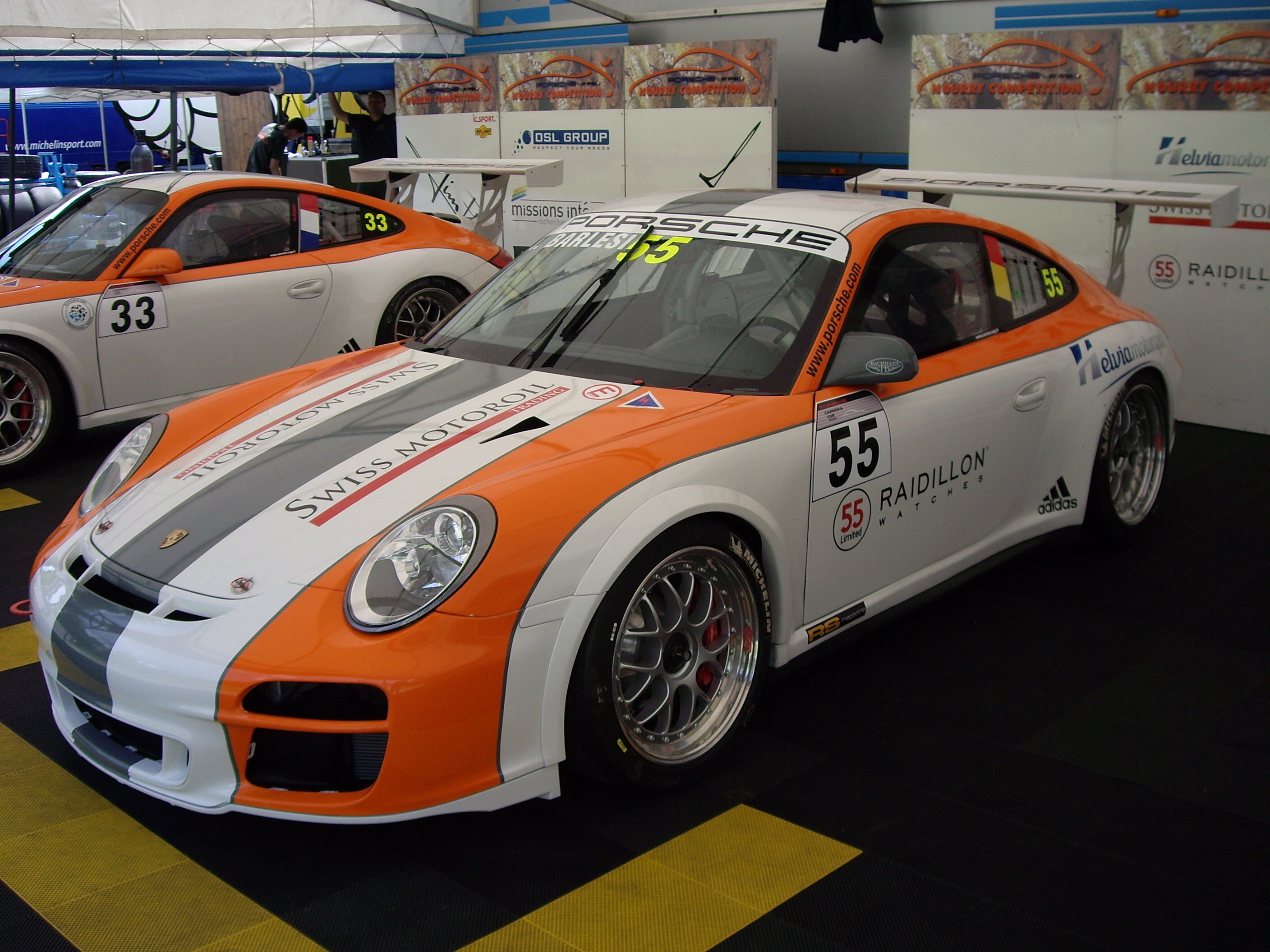
La Porsche 997 GT3 d'Andrea Barlesi dans le paddock du Grand Prix de Pau 2013

Début 2013, Andrea Barlesi est recruté par l'équipe Nourry compétition pour disputer la Porsche Carrera Cup France 2013. Il marque 4 points lors de la première course mais n'en marque aucun lors de la seconde manche du premier meeting du circuit Bugatti. Il est donc 17e au classement.
Après une course sur le circuit italien du Mugello, où Barlesi se rendait pour la première fois (9e dans les deux courses), il est victime d'un accident en jouant au tennis, lui immobilisant sa cheville gauche pour plus d'un mois et demi. Il ne peut donc terminer la saison, et c'est trois mois après l'accident qu'il reprend peu à peu le chemin des circuits en s’entraînant à bord de son kart à boite de vitesses.

### 2014: année allemande
Pour sa saison 2014, le 8 avril il annonce son programme sportif. Il courra en VLN (sur le circuit du Nürburgring, plus précisément sur la Nordschleife), et aussi lors des 24h du Nürburgring. Barlesi comptera alors trois courses de 24 h à son actif, les 24h du Mans, les 24h de Spa, et les 24h du Nürbugring.
C'est au sein de l'équipe « GT Corse, Racing Ferrari » que Barlesi officie en tant que pilote sur une Ferrari 458 Italia, en classe SP8. Il également recruté au sein de l'équipe d'athlètes Rockstar Energy Drink, ce qui lui permet de revenir à la compétition après son accident sportif du mois d'août 2013.

### 2015: Aston Martin Racing & 24h du Nürburgring (BMW 235 Cup)
Andrea Barlesi a l'occasion de faire un test avec l'équipe Aston Martin Racing en vue d'une campagne en VLN et participation aux 24h du Nürburgring. Cependant, les budgets n'ont pas permis de mener à bien ce projet. L'équipe n'a donc pas engagé la 3ème GT3 aux 24h du Nürburgring ni sur le reste des courses VLN. Barlesi se rabat vers une BMW 235 Racing Cup, qu'il a découverte lors de quelques tours durant les essais libres.
Malgré des soucis de puissance moteur, l'équipage de la BMW a pu rallier l'arrivée et être sur le podium de la catégorie, qui comptabilisait plus de 25 voitures au départ.

### 2015 et 2016: fin de carrière et reconversion

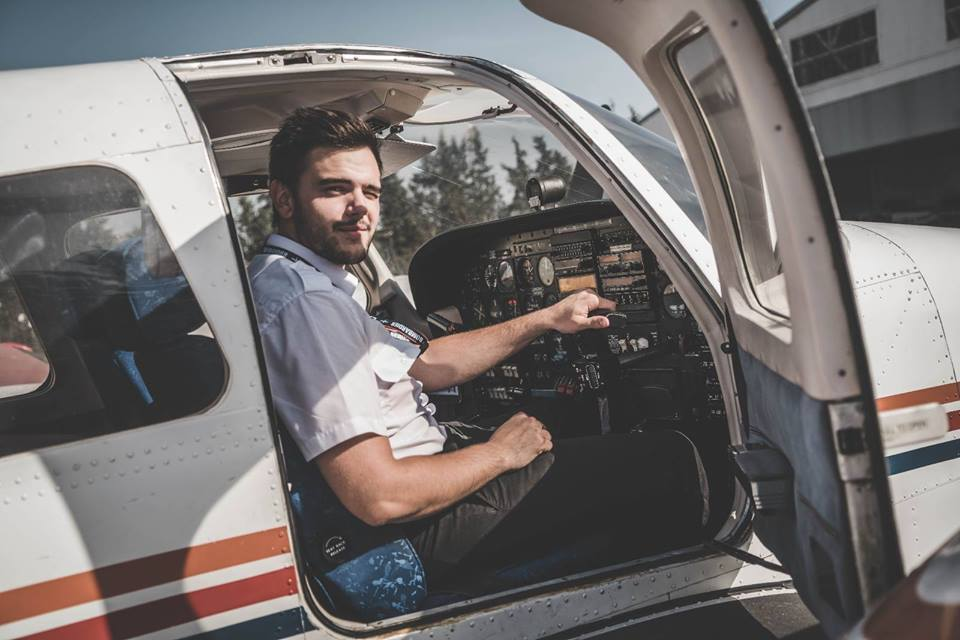
Andrea Barlesi aux commandes d'un Piper lors de sa formation.

Après les 24h du Nürburgring, Barlesi participe à une manche du VLN, mais sa BMW 235 Racing Cup doit partir des stands en raison d'un système de radio défectueux. Faute de budget, il décide de ne plus poursuivre son aventure en sport automobile. Il se tourne alors vers l'aviation, sa seconde passion.
En août 2016, il intègre l'école FTE Jerez (Flight Training Europe), afin de commencer un cursus en vue de devenir pilote d'avion professionnel au sein d'une compagnie aérienne. Il devient Officier pilote de ligne au sein de la compagnie EasyJet, sur Airbus A320, avant de rejoindre Air France en 2023.

## Carrière
Résultats saisons
| Saison | Championnat                                     | Équipe              | Courses | Victoires | Poles | M/Tours | Podiums | Points | Position    |
| ------ | ----------------------------------------------- | ------------------- | ------- | --------- | ----- | ------- | ------- | ------ | ----------- |
| 2009   | Renault Clio Cup France                         | Speed Car           | 14      | 0         | 0     | 0       | 0       | ?      | n.c         |
| 2009   | Renault Clio Cup France (cat. Junior)†          | Speed Car           | 14      | 0         | 0     | 1       | 5       | ?      | 3e          |
| 2010   | Sportscar Winter Series (cat. Formule Le Mans)† | DAMS                | 6&6     | 2         | 1     | 2       | 4       | ?      | ?           |
| 2010   | Le Mans Series (cat. Formule Le Mans)†          | DAMS                | 5/5     | 1         | 0     | 1       | 4       | 59     | 1er         |
| 2011   | Intercontinental Le Mans Cup (cat. LMP2)†       | OAK Racing          | 4/7     | 0         | 0     | 0       | 2       | 11     | n.c**       |
| 2011   | Blancpain Endurance Series (cat. Pro-Am)†       | Gulf Racing         | 4/5     | 0         | 0     | 0       | 0       | 6      | 32e general |
| 2012   | WTCC                                            | Sunred Engineering  | 3/12    | 0         | 0     | 0       | 0       | 0      | n.c         |
| 2012   | WTCC (cat. Indépendants)†                       | Sunred Engineering  | 3/12    | 0         | 0     | 0       | 0       | 3      | n.c         |
| 2012   | Blancpain Endurance Series (cat. Pro-Am)†       | Vita4One Team Italy | 1/7     | 0         | 0     | 0       | 0       | 0      | n.c         |
| 2013   | Porsche Carrera Cup France                      | Nourry compétition  | 6/12    |           |       |         |         |        | *           |
| 2013   | Porsche Carrera Cup France (cat. Junior)†       | Nourry compétition  | 6/12    |           |       |         |         |        | *           |

* : Saison en cours ** : Pas de classement pilote en ILMC † : Résultats dans sa catégorie
Résultats aux 24 Heures du Mans
| Année | Catégorie | N° | Équipe     | Voiture                  | Coéquipiers                               | Résultat Cat. | Résultat Gen. |
| ----- | --------- | -- | ---------- | ------------------------ | ----------------------------------------- | ------------- | ------------- |
| 2011  | LMP2      | 35 | OAK Racing | Oak Pescarolo - Judd BMW | Frédéric Da Rocha (de) / Patrice Lafargue | 7e            | 25e           |